# Galeus sauteri
Galeus sauteri е вид хрущялна риба от семейство Scyliorhinidae.

## Разпространение
Видът е разпространен в Провинции в КНР, Тайван и Филипини.